# Blue Beetle (film)
Blue Beetle – amerykański film superbohaterski na podstawie serii komiksów o superbohaterze o tym samym pseudonimie wydawnictwa DC Comics. Jego reżyserem jest Angel Manuel Soto, a scenarzystą Gareth Dunnet-Alcocer. Tytułową rolę gra Xolo Maridueña, a obok niego występują Bruna Marquezine, Belissa Escobedo, George Lopez, Adriana Barraza, Elpidia Carrillo, Damián Alcázar, Raoul Trujillo i Susan Sarandon.
Wczesne prace nad filmem rozpoczęły się pod koniec listopada 2018 roku. Poinformowano, że Dunnet-Alcocer został zaangażowany w projekt. Soto został zatrudniony do wyreżyserowania filmu w lutym 2021 roku. Maridueña został obsadzony w sierpniu tego samego roku. Zdjęcia do filmu rozpoczęły się pod koniec maja w Atlancie w Wilder Studios w Decatur.
Jest on częścią DC Extended Universe i czternastym filmem należącym do tej franczyzy. Film pojawił się w kinach w USA 18 sierpnia 2023 roku. Otrzymał pozytywne recenzje krytyków.

## Obsada
- Xolo Maridueña jako Jaime Reyes / Blue Beetle, nastolatek z El Paso, uzyskał niezwykłe zdolności za sprawą pochodzącego z kosmosu skarabeusza[2][3].
- Adriana Barraza jako Nana, babcia Jaimego[4].
- Damián Alcázar jako Alberto, ojciec Jaimego[4].
- Elpidia Carrillo jako Rocio, matka Jaimego[4].
- Bruna Marquezine[5] jako Jenny Kord[6]
- Raoul Trujillo jako Carapax, ochroniarz pracujący dla Victorii[7]
- Susan Sarandon jako Victoria Kord, siostra Teda Korda i biznesmenka[8].
- George Lopez jako Rudy, wujek Jaimego[4].

Ponadto w filmie wystąpili: Belissa Escobedo jako Milagros Reyes, młodsza siostra Reyesa, Harvey Guillén jako dr Jose Francisco Morales Rivera de la Cruz / "Sanchez", naukowiec pracujący dla Victorii i Becky G jako Khaji-Da (głos), istota będąca źródłem mocy Skarabeusza.

## Produkcja

### Rozwój projektu
W 2018 Warner Bros. Pictures i DC Studios rozpoczęło pracę nad filmem opartym na postaci Jaimego Reyesa, a urodzony w Meksyku Gareth Dunnet-Alcocer został zatrudniony do napisania scenariusza. Zev Foreman został producentem wykonawczym. Miał to być pierwszy film DC Extended Universe z Latynosem w roli głównej. W grudniu 2020 roku DC Films ujawniło, że planuje wypuszczać kilka średniobudżetowych filmów rocznie wyłącznie w serwisie streamingowym HBO Max, a nie w kinach, w ramach planu nowego prezesa DC Films Waltera Hamady, dotyczącego DCEU. Jednym z wymienionych projektów był Blue Beetle. W lutym 2021 Portorykańczyk Angel Manuel Soto został zatrudniony do wyreżyserowania filmu. W kwietniu Blue Beetle znalazł się na liście filmów DC, które miały się ukazać w 2022 lub 2023 roku. John Rickard rozpoczął produkcję filmu dla HBO Max już w sierpniu tego samego roku, a zdjęcia do niego miały się rozpocząć na początku 2022 roku. W grudniu 2021 roku Warner Bros. ujawniło, że film zamiast być produkowany bezpośrednio dla HBO Max, otrzyma premierę kinową w sierpniu 2023 roku.

### Casting
Xolo Maridueña był pierwszym wyborem Soto do roli Reyesa, który, „nie mógł przestać widzieć Maridueñy jako postaci”, odkąd został zatrudniony do wyreżyserowania filmu. Soto i Warner Bros. zaoferowali rolę Maridueñy 1 sierpnia 2021 roku, następnego dnia publicznie ujawniono, że jest on w trakcie rozmów, a jego rola została oficjalnie potwierdzona później tego samego dnia, podczas premiery filmu The Suicide Squad. W marcu 2022 roku Bruna Marquezine została obsadzona w roli „Penny” (później ujawniono, że gra Jenny Kord), Belissa Escobedo w roli siostry Reyesa, Milagros, a Harvey Guillén w nieujawnionej roli. Jeszcze w tym samym miesiącu do obsady dołączyli George Lopez jako wujek Rudy, Adriana Barraza jako Nana, Elpidia Carrillo jako Rocio oraz Damián Alcázar jako Alberto. Pod koniec marca trwały rozmowy z Sharon Stone, która miała zagrać czarny charakter – Victorię Kord. Do obsady dołączył wtedy również Raoul Trujillo jako Carapax. W połowie kwietnia, po zakończeniu negocjacji ze Stone, poinformowano, że rolę Victorii Kord zagra Susan Sarandon.

### Zdjęcia
Prace na planie rozpoczęły się pod koniec maja 2022 w Atlancie. Zdjęcia są kręcone głównie w Wilder Studios w Georgii, a także w El Paso. Odpowiada za nie Pawel Pogorzelski.

## Marketing
Soto, Dunnet-Alcocer i Maridueña promowali film podczas DC FanDome w październiku 2021 roku, gdzie omówili przygotowania do kręcenia filmu i ujawnili grafiki koncepcyjne. 3 kwietnia 2023 ukazał się pierwszy zwiastun filmu.

## Wydanie
Amerykańska premiera kinowa Blue Beetle odbyła się 18 sierpnia 2023. Pierwotnie miał to być film dla HBO Max.

## Odbiór

### Reakcje krytyków
Film spotkał się z pozytywną reakcją krytyków. W serwisie Rotten Tomatoes 77% z 216 recenzji uznano za pozytywne, a średnia ocen wystawionych na ich podstawie wyniosła 6,4/10. Na agregatorze Metacritic średnia ważona ocen z 50 recenzji wyniosła 61 na 100 punktów. Według serwisu CinemaScore, zajmującego się mierzeniem atrakcyjności filmów w Stanach Zjednoczonych, publiczność przyznała mu ocenę „B+” w skali od A+ do F. W badaniu przeprowadzonym przez konkurencyjny PostTrak 82% widowni przyznała pozytywną ocenę, a 65% publiczności „zdecydowanie poleca” film.